# 1507 en philosophie
Chronologie de la philosophie
- 1503
- 1504
- 1505
- 1506
- 1507
- 1508
- 1509
- 1510
- 1511

L’année 1507 a été marquée, en philosophie, par les événements suivants :

## Publications
- Jean Dullaert : Questiones Joannis de Gandavo super tres libros de Anima Aristotelis, édité par  J. Campagna, publié le 29 janvier 1507.